# Der Bulle von Tölz: Der Kartoffelkönig
Der Kartoffelkönig ist ein deutscher Fernsehfilm von Wolfgang F. Henschel aus dem Jahr 2008 nach einem Drehbuch von Doris Jahn. Es ist die 68. Folge der Krimiserie Der Bulle von Tölz mit Ottfried Fischer als Hauptdarsteller in der Rolle des Hauptkommissars Benno Berghammer. Die Erstausstrahlung erfolgte am 2. Juli 2008 auf ORF 1.

## Handlung
Der Tölzer Knabenchor unter der Leitung von Ernst Magerl versammelt sich frühmorgens auf dem Tonihof, um dem Kartoffelzüchter und leidenschaftlichen Chorsänger Toni Angermeier ein Geburtstagsständchen zum 50. zu singen. Doch laut Lisa Angermeier ist ihr Mann gar nicht da. Nach kurzer Suche wird er tot in einem der Gewächshäuser neben seinem Hof gefunden. Gerichtsmediziner Dr. Robert Sprung stellt fest, dass Toni Angermeier etwa gegen Mitternacht durch einen kräftigen Faustschlag an den Kopf ins Gewächshaus gestürzt und wegen Schnittverletzungen am Hals verblutet ist, die er sich durch Glasscherben zugezogen hat.
Hauptkommissar Benno Berghammer und Kommissarin Nadine Richter nehmen die Ermittlungen auf und erfahren von einem Chormitglied, dass der Solist Lukas Lösl bei diesem Auftritt nicht dabei war, weil seine Mutter Bettina mit dem Kartoffelzüchter wegen einer gewissen Hedwig einen heftigen Streit hatte. Wie sich herausstellt, handelt es sich bei „Hedwig“ nicht etwa um eine Frau, sondern um eine von Toni Angermeier gezüchtete Kartoffelsorte, die von Bettina Lösl, der Mutter von Lukas, angebaut und verkauft wird. Doch dies wollte Toni Angermeier nun verbieten lassen.
Weil es auf dem kleinen Sportplatz neben dem Tonihof intensiv nach Gülle riecht, erkundigen sich die Kommissare bei Familie Lösl, den Besitzern des Grundstücks, wann die Gülle ausgebracht wurde. Matthias Lösl behauptet, er habe am Vorabend um 20:00 Uhr begonnen und sei vor 21:00 Uhr damit fertig gewesen; anschließend habe er in der „Post“ Schafkopf gespielt.
Nadine Richter stellt fest, dass im Gewächshaus einige mehrjährige selektierte Zuchtpflanzen fehlen. Sie wird in einem Schuppen fündig und bringt sie ins Labor. Es handelt sich um die fehlenden Kartoffelpflanzen vom Tatort; das Blut des Opfers befindet sich darauf, ebenso die Fingerabdrücke des Agraringenieurs Steffen Kern, der bei Angermeiers angestellt ist. Als sich auch noch herausstellt, dass Kern in Angermeiers Haus eingebrochen hat, um die gestohlenen Papiere für die Sortenschutzanmeldung heimlich zurückzubringen, ist Lisa Angermeier sicher, dass er der Mörder ihres Mannes ist. Berghammer und Richter nehmen einen Ordner mit Kontoauszügen mit, den die Witwe vor ihnen verbergen wollte, und holen den Verdächtigen aufs Kommissariat. Kern bestreitet den Mord und behauptet, er habe die Pflanzen lediglich vor der herumstampfenden Polizeihorde retten wollen, doch die Kommissare glauben ihm nicht, weil die Pflanzen genau zu den vorher gestohlenen Papieren passen, und nehmen ihn in Untersuchungshaft. Da sich jedoch herausstellt, dass die Pflanzen Frostschäden aufweisen, weil sie über Nacht im kaputten Glashaus waren, kann Kern sie erst an sich genommen haben, nachdem er die Leiche entdeckt hat. Somit fällt der Verdacht des Mordes aus Habgier weg, und der Agraringenieur wird freigelassen.
Lisa Angermeier hat ebenfalls ein starkes Motiv, denn ihr Mann wollte sich scheiden lassen. Laut Ehevertrag wäre sie dabei leer ausgegangen. Wegen der körperlichen Unterlegenheit ist es jedoch unwahrscheinlich, dass sie ihrem Mann einen Faustschlag beibringen konnte, der ihn zu Fall bringt.
Die Sichtung der beschlagnahmten Kontoauszüge ergibt, dass Toni Angermeier kurz vor seinem Tod 10.000 Euro abgehoben hat. Laut seiner Witwe wollte er das Geld der Kirche spenden. Prälat Hinter hat die Hälfte davon als Spende für die Erhaltung der Sixtinischen Kapelle an Monsignore Testelli übergeben und dadurch erwirkt, dass der Tölzer Knabenchor im Vatikan auftreten darf. Außerdem hat Angermeier jeden Monat 800 Euro an den Leiter des Knabenchors überwiesen, damit dieser Lukas Lösl bevorzugt. Der Chordirektor ist außer sich; er duldet keine Korruption im Tölzer Knabenchor und kündigt dem Chorleiter.
Für die Kommissare verdichtet sich allmählich der Verdacht, dass Toni Angermeier der leibliche Vater von Lukas Lösl ist. Das würde erklären, weshalb Angermeier Bettina Lösl nicht angezeigt hat, obwohl sie unerlaubterweise weiterhin die Kartoffelsorte „Hedwig“ anbaut und verkauft. Berghammer und Richter wollen sie darauf ansprechen, doch ihr Mann behauptet, sie sei auf dem Landfrauenausflug.
Auch der Agraringenieur Steffen Kern ist seinen Job los; die Kommissare treffen ihn auf dem Tonihof, als er seine Papiere abholt. Auf ihre Nachfrage sagt er aus, am Vorabend des Mordes habe es um 21:00 Uhr noch nicht nach Gülle gerochen. Demnach hat Matthias Lösl gelogen; zudem war das Schafkopfen um 23:00 Uhr zu Ende, womit sein Alibi geplatzt ist. Als die Kommissare erfahren, dass der Landfrauenausflug erst in drei Wochen stattfindet, fahren sie erneut zu Familie Lösl, doch der Hof ist verwaist. Sie füttern die hungrigen Rinder und Schweine und finden einen blutigen Schal.
Der Gentest bestätigt die Vermutung, dass Toni Angermeier Lukas Lösls Vater ist. Berghammer und Richter konfrontieren Lisa Angermeier mit ihren neuesten Erkenntnissen. Zunächst streitet sie ab, vom Seitensprung ihres Mannes gewusst zu haben, doch der Hinweis darauf, dass Matthias Lösl möglicherweise durchdreht und seiner Frau etwas antut, bringt sie schließlich dazu, die Wahrheit zu sagen. Demnach ist sie wegen des penetranten Güllegestanks aufgewacht. Sie ist ans Fenster gegangen und hat gehört, wie ihr Mann Matthias Lösl beschimpft und ihm gesagt hat, dass er – Lösl – nicht Lukas’ Vater ist. Dann hat sie gesehen, wie ihr Mann einen heftigen Faustschlag abbekommen hat und ins Gewächshaus gestürzt ist. Danach ist Lösl mit seinem Traktor weggefahren und sie hat sich wieder schlafen gelegt, nicht ahnend, dass ihr Mann lebensgefährlich verletzt ist. Frau Angermeier gibt auch zu, Matthias Lösl unter Druck gesetzt zu haben. Sie habe ihm versprochen, der Polizei nichts zu verraten, wenn er seine Frau dazu bringe, keine Erbansprüche für ihren Sohn zu stellen.
Die Suche nach Matthias und Bettina Lösl verläuft ergebnislos, doch als Berghammer und Richter beim Kommissariat eintreffen, warten die Gesuchten auf sie und erstatten Selbstanzeige. Herr Lösl gesteht, Toni Angermeier niedergeschlagen zu haben, aber er habe erst am nächsten Tag durch die Polizei von seinem Tod erfahren. Frau Lösl fühlt sich mitschuldig, weil sie Kapital aus der Tatsache schlagen wollte, dass ihr Sohn von Toni Angermeier gezeugt wurde; sie habe wegen der Schulden nicht mehr weitergewusst. Zum blutigen Schal sagt sie, den habe sie wegwerfen wollen, er sei ja voller Ferkelblut.

## Hintergrund
Die Dreharbeiten erfolgten in Bad Tölz, Gaißach und Mittenwald („Tonihof“); als Schauplatz für die „Pension Resi“ diente das Hollerhaus Irschenhausen.

## Ausstrahlung
Im deutschen Free-TV wurde der Film erstmals am 2. Juli 2007 zur Primetime auf Sat.1 gesendet. Den Film verfolgten 2,66 Millionen Zuschauer bei 12,6 Prozent Marktanteil. In der werberelevanten Zielgruppe wurde ein Marktanteil von 10,3 Prozent erreicht.

## Kritik
Die Programmzeitschrift TV Spielfilm schreibt: „Die letzte Folge der neuen Staffel ist deren beste, aber immer noch weit vom Witz der frühen Folgen entfernt. Die zur Drehzeit schwer kranke ‚Bullenmutti‘ Ruth Drexel wird in dieser Folge von Christiane Blumhoff alias Tante Anni vertreten.“ Fazit: „Trotz Knolle nicht dolle, aber ganz unterhaltsam.“